# ヒスイカズラ
ヒスイカズラあるいはヒスイカツラ（翡翠葛、学名：Strongylodon macrobotrys ストロンギロドン・マクロボトリス）は、マメ亜科に分類される常緑つる性植物。英語名は jade vine あるいは Philippine jade vine という。原産地はフィリピン諸島であるが、インド・マレー半島・ニューギニア・トリニダード・トバゴにも持ち込まれて定着している。
受粉はオオコウモリにより行われる。花弁は翡翠色であるが、これはコピグメント効果によるもので、色素としてマルビン・サポナリンが1:9の割合で含まれていること、表皮細胞のpHが7.9とアルカリ性に傾いていることによる。

## ギャラリー

（撮影：沖縄県本部町 熱帯ドリームセンター）
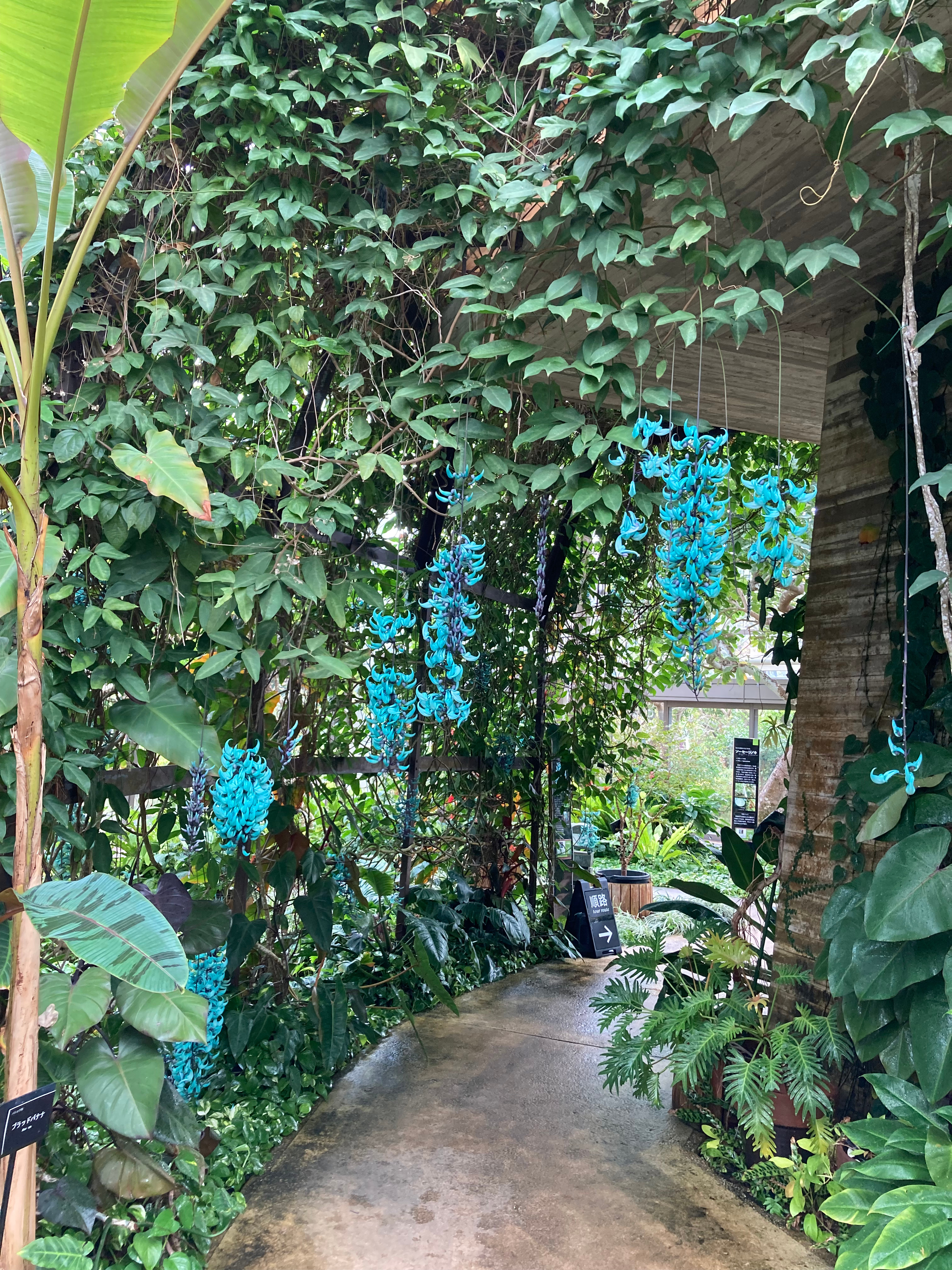
ヒスイカズラの植栽
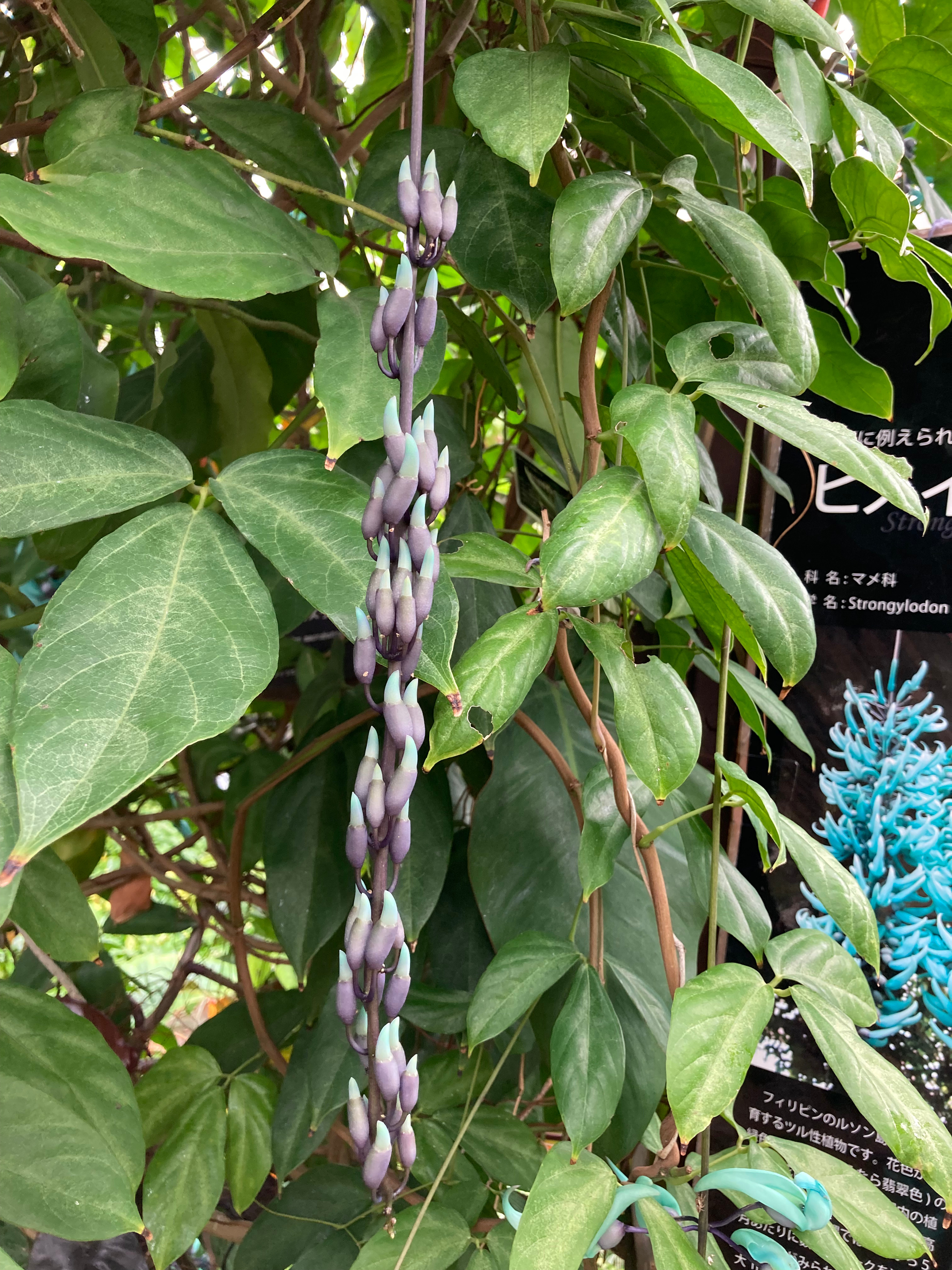
蕾
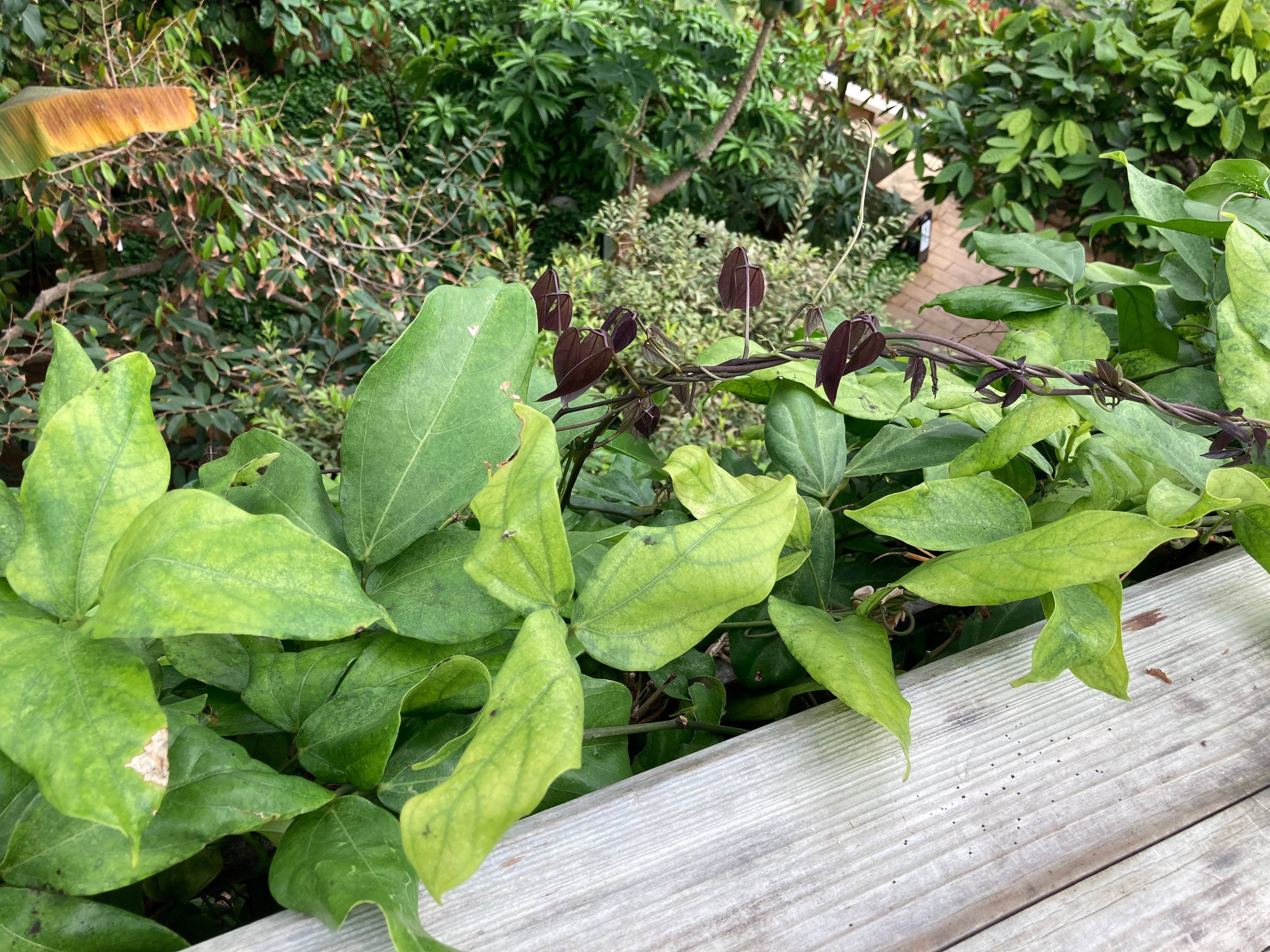
蔓。新芽は紫がかった褐色